# Géraudot
Géraudot är en kommun i departementet Aube i regionen Grand Est (tidigare regionen Champagne-Ardenne) i nordöstra Frankrike. Kommunen ligger  i kantonen Piney som ligger i arrondissementet Troyes. År 2022 hade Géraudot 339 invånare.

## Befolkningsutveckling
Antalet invånare i kommunen Géraudot
Referens: INSEE

## Galleri

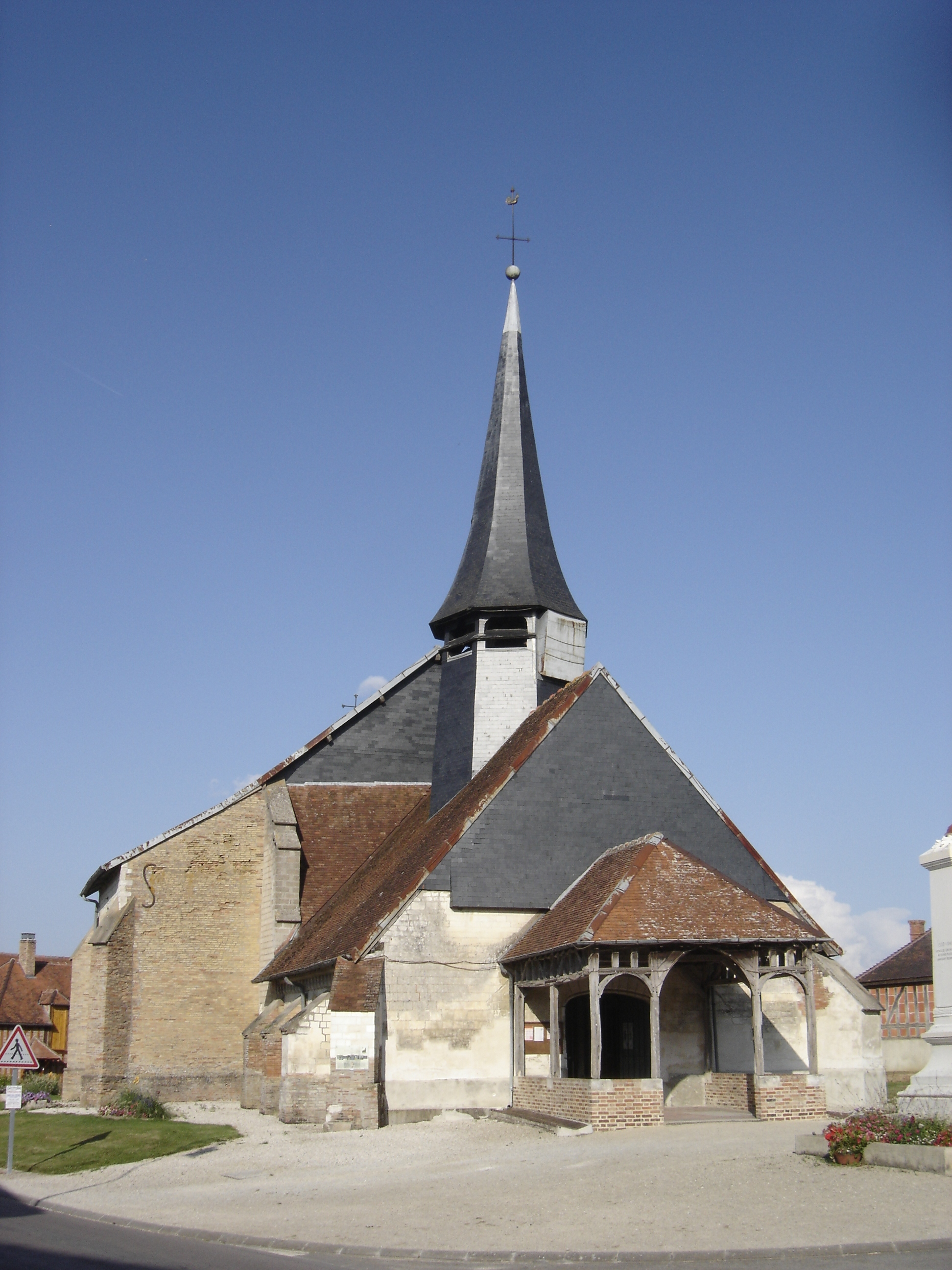
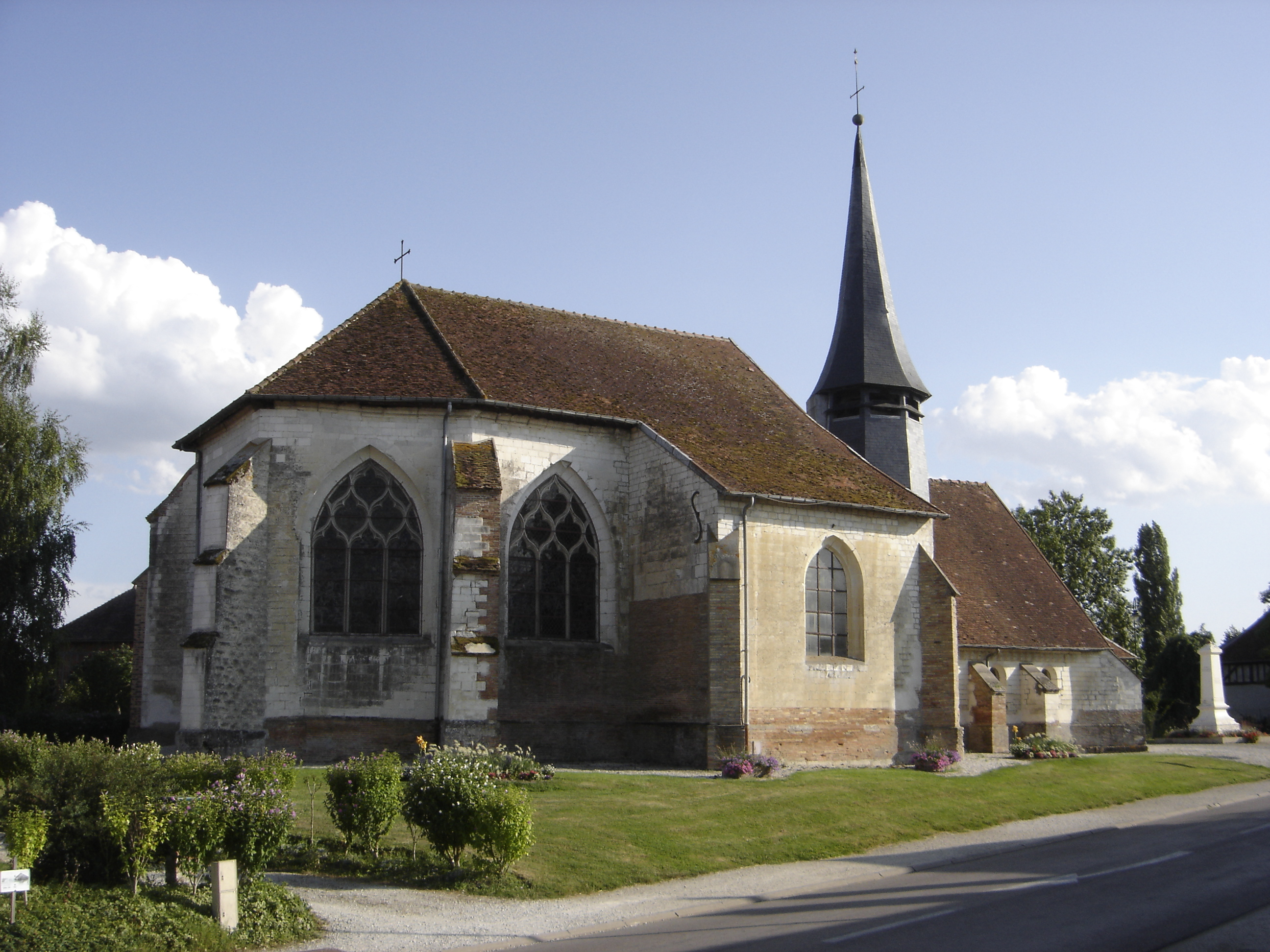